# Blizna Gornja
Blizna Gornja falu Horvátországban Split-Dalmácia megyében. Közigazgatásilag Marinához tartozik.

## Fekvése
Split központjától légvonalban 29, közúton 49 km-re, Trogirtól légvonalban 15, közúton 21 km-re északnyugatra, községközpontjától 11 km-re északra, Dalmácia középső részén fekszik.

## Története
A falunak már a 9. században állt Szűz Mária tiszteletére szentelt temploma. Magát Blizna települést 1251-ben említik először. Az akkori Blizna a mai Donja- és Gornja Blizna területén feküdt. Története során Trogir városához tartozott, majd a spliti Papalić, később pedig a trogiri Kvarko család birtoka lett. Egyházilag 1298 és 1560 között a szomszédos Mitlo plébániájához tartozott.. A település területe 15. század elejétől évszázadokig velencei fennhatóság alatt állt. A török háborúk sok szenvedést hoztak a lakosság számára. A lakosság legnagyobb része a jól védhető tengerparti városokba és a szigetekre menekült. A török veszély megszűnésével 1687-ben megalapították a bliznai Szent Antal plébániát. Minthogy a sinji ferences atyák aktívan részt vettek az új lakosság betelepítésében a plébánia is a sinji ferences kolostorhoz tartozott. 1797-ben a Velencei Köztársaság megszűnésével a település Habsburg Birodalom része lett. 1806-ban Napóleon csapatai foglalták el és 1813-ig francia uralom alatt állt. Napóleon bukása után ismét Habsburg uralom következett, mely az első világháború végéig tartott. 1910-ben 199 lakosa volt. Az I. világháború után rövid ideig az Olasz Királyság, ezután a Szerb-Horvát-Szlovén Királyság, majd Jugoszlávia része lett. A falu lakossága 2011-ben 93 fő volt.

## Lakosság
| Lakosság változása | Lakosság változása | Lakosság változása | Lakosság változása | Lakosság változása | Lakosság változása | Lakosság változása | Lakosság változása | Lakosság változása | Lakosság változása | Lakosság változása | Lakosság változása | Lakosság változása | Lakosság változása | Lakosság változása | Lakosság változása |
| ------------------ | ------------------ | ------------------ | ------------------ | ------------------ | ------------------ | ------------------ | ------------------ | ------------------ | ------------------ | ------------------ | ------------------ | ------------------ | ------------------ | ------------------ | ------------------ |
| 1857               | 1869               | 1880               | 1890               | 1900               | 1910               | 1921               | 1931               | 1948               | 1953               | 1961               | 1971               | 1981               | 1991               | 2001               | 2011               |
| 0                  | 0                  | 0                  | 0                  | 0                  | 199                | 0                  | 0                  | 231                | 260                | 257                | 261                | 241                | 148                | 124                | 93                 |

(1953-tól számít önálló településnek. 1910-ben és 1948-ban az adatok még településrészként. 1900-ig, valamint 1921-ben és 1931-ben lakosságát Blizna Donjához számították.)

## Nevezetességei
A blizna gornjai Szűz Mária templomot már 1300-ban említik a trogiri püspökség oklevelei, de maga a templom a 9. századból származik. Falait kerekített támpillérek támasztották, melyek a korabeli királyi templomok jellegzetességei. Később a tatárok és a törökök is lerombolták és alapfalaira építették az új, félköríves apszisú  templomot. Homlokzatába falazták be a régi templom ószláv fonásdíszítésű kövét a  “MAR(ia)” felirattöredékkel. Ennek a templomnak a közelében kezdték el építeni 1745-ben a mai templomot, de 1757-ig csak az apszisa épült meg. A templom egyszerű épület, bejárata felett nyolc osztatú kő rózsaablakkal, homlokzata felett pengefalú harangtoronnyal, melyben két harang látható. Az oldalfalakon nyitott hármas ablakok találhatók. A főoltár fából készült 1859-ben, rajta a Szűz Mária szeplőtelen fogantatásának képével, mely Antonio da Treviso alkotása. A mellékoltárokon Szent Péter és Pál apostolok képe, Szent István vértanú és Szent Márk szobra, (tiroli munka), a templomhajóban levő két oltáron Szent Balázs és a Lorettói Szűzanya szobrai találhatók. Az oldalfalon levő képen Szent István vértanúsága, egyszerű helyi alkotás látható. A templomba egy régi fakereszt is áll. Az épületet több alkalommal is újították, utoljára 2000-ben, amikor új tetőt kapott és új járdát építettek köré. A templom körül temető található régi sírkövekkel és sírkőlapokkal. Az ószláv temetőrészt 2000-ben feltárták és a 68 sírban talált maradványokat antropológiai vizsgálatra Zágrábba szállították.